# Ďapalovce
Ďapalovce é um município da Eslováquia, situado no distrito de Vranov nad Topľou, na região de Prešov. Tem 14,38 km² de área e sua população em 2018 foi estimada em 441 habitantes.

## Demografia
| Ano:        | 1994 | 2004   | 2014   | 2024   |
| ----------- | ---- | ------ | ------ | ------ |
| Broj ljudi: | 513  | 486    | 461    | 415    |
| Razlika:    |      | -5,26% | -5,14% | -9,97% |

| Ano:               | 2023 | 2024   |
| ------------------ | ---- | ------ |
| Número de pessoas: | 417  | 415    |
| Diferença:         |      | -0,47% |